# دانشگاه آزاد اسلامی واحد بین‌الملل کیش
دانشگاه آزاد اسلامی واحد بین‌الملل کیش، یکی از واحدهای دانشگاه آزاد اسلامی در شهر کیش است که در سال ۱۳۸۹ بنیانگذاری شد. این دانشگاه دارای رشته‌های کاردانی، کارشناسی، کارشناسی ارشد، پزشکی (دکتری حرفه‌ای) و دکتری تخصصی است.